# Agnes Hansson
Agnes Viktoria Elin Hansson, född 13 februari 1888 i Örkelljunga, död 24 september 1961 i Helsingborg, var en svensk amatörfotograf.

## Biografi
Agnes Hanssons föräldrar Anna och Johan Magnus Hansson hade sju barn. Agnes Hansson var det fjärde barnet i syskonskaran.
Hon utbildade sig till sjuksköterska på Röda korsets sjuksköterskeskola (nuvarande Röda Korsets högskola) i Huddinge och arbetade därefter på en barnavårdscentral som drevs av Föreningen Mjölkdroppen i Stockholm. På fritiden kom hon att intressera sig för fotografi och genom att gå en kvällskurs lärde hon sig hantverket. Hon gick med i Fotografiska Föreningen, som anordnade en mängd föreläsningar genom vilka hon kunde lära sig allt mer om fotografi.
I januari 1939 visades utställningen Det nya ögat: fotografien 100 år. Utställningen tillkom för att uppmärksamma fotografins hundraåriga historia. Den var ett samarbete mellan Fotografiska Föreningen och Svenska Fotografers Förbund samt Liljevalchs konsthall, där utställningen visades. Agnes Hansson deltog i utställningen med fyra fotografier i avdelningen "Fotografien som yrke och hobby".
År 1946 bildade en grupp ur Fotografiska Föreningen en klubb, Stockholms Kameraklubb. Agnes Hansson var en av flera amatörfotografer som anslöt sig. Men många yrkesfotografer var också medlemmar i kameraklubben. Syftet med Stockholms Kameraklubb var att träffas och diskutera fotografi under trevliga former. År 1949 anordnade kameraklubben en utställning på galleri De Unga på Vasagatan i Stockholm. Agnes Hansson var den enda kvinnan som deltog i utställningen, som sågs som ett svar på en utställning av gruppen Unga Fotografer som visats på galleriet tidigare samma år.
Agnes Hansson var på sin tid en av de allra främsta amatörfotograferna i Sverige. Hon deltog flitigt i olika fototävlingar och fick en andraplacering i tidskriften FOTOs Mästartävlan 1942. Samma år vann hon i en stor amatörfototävling. Hennes bilder är ofta poetiska och hon tog intryck från den tidens piktorialism med oskärpa, konturupplösning och mjuk ljusbehandling. Ofta utstrålar bilderna en stilla humor och hon har en känsla för att kunna fånga ögonblicket. Agnes Hansson brukar förknippas med den så kallade Rosenlundsepoken inom svenskt fotografi. Det var den tid då poetiska naturbilder och idylliska vardagsscener var dominerande.
Agnes Hansson publicerades flitigt i Årets bilder utgiven av Svenska Turistföreningen, men även i tidskriften FOTO och i Nordisk tidskrift för fotografi, som gavs ut av Helmer Bäckström 1934–1939. Som en av de äldre Rosenlundsinvånarna publicerade hon långt in på 1950-talet gatubilder i flera tidskrifter. Dessa bilder påminner om de franska fotografernas bilder av Paris vid samma tid. Agnes Hanssons favoritmotiv var de svenska fjällen, men hennes naturbilder från Skåne har också uppmärksammats.
Flera av hennes bilder finns på Moderna museet och på Nordiska museet.
Agnes Hansson avled 1961 i Helsingborg och är begravd på Gamla kyrkogården i Örkelljunga.